# 鹧鸪天
鹧鸪天，词牌名。亦称《思佳客》、《思越人》、《醉梅花》。双调五十五字，前后阕各三平韵，一韵到底。上阕第三四句、下阕第一二句一般要求对仗。

## 词牌格式
仄仄平平仄仄平，平平仄仄仄平平。平平仄仄平平仄，仄仄平平仄仄平。
平仄仄，仄平平。平平仄仄仄平平。平平仄仄平平仄，仄仄平平仄仄平。

## 例词
蘇軾
林斷山明竹隱牆。亂蟬衰草小池塘。翻空白鳥時時見，照水紅蕖細細香。
村舍外，古城旁。杖藜徐步轉斜陽。殷勤昨夜三更雨，又得浮生一日涼。
晏幾道
彩袖殷勤捧玉鐘。當年拚卻醉顏紅。舞低楊柳樓心月，歌盡桃花扇底風。
從別后，憶相逢。幾回魂夢與君同。今宵剩把銀釭照，猶恐相逢是夢中。
李清照
寒日蕭蕭上瑣窗，梧桐應恨夜來霜。酒闌更喜團茶苦，夢斷偏宜瑞腦香。
秋已盡，日猶長，仲宣懷遠更淒涼。不如隨分尊前醉，莫負東籬菊蕊黃。
李清照
暗淡輕黃體性柔。情疏跡遠只香留。何須淺碧深紅色，自是花中第一流。
梅定妒，菊應羞。畫闌開處冠中秋。騷人可煞無情思，何事當年不見收。
辛弃疾
晚日寒鴉一片愁，柳塘新綠卻溫柔。若叫眼底無離恨，不信人間有白頭。 
腸已斷、淚難收，相思重上小紅樓。情知已被山遮斷，頻倚闌干不自由。
辛弃疾
枕簟溪堂冷欲秋，斷雲依水晚來收。紅蓮相倚渾如醉，白鳥無言定自愁。
書咄咄，且休休，一丘一壑也風流。不知筋力衰多少，但覺新來懶上樓。
陸游
懶向青門學種瓜，只將漁釣送年華。雙雙新燕飛春岸，片片輕鷗落晚沙。
歌縹緲，櫓嘔啞，酒如清露鮓如花。逢人問道歸何處，笑指船兒此是家。
張弘範
铁甲珊珊渡汉江，南蛮犹自不归降。东西势列千层厚，南北军屯百万长。   
弓扣月，剑磨霜，征鞍遥日下襄阳。鬼门今日功劳了，好去临江醉一场。
聶勝瓊
玉惨花愁出凤城，莲花楼下柳青青。尊前一唱阳关曲，别个人人第五程。
寻好梦，梦难成。有谁知我此时情，枕前泪共阶前雨，隔个窗儿滴到明。